# Карти Baidu
|              |                                                                       |
| Тип сайту    | ВебСервіс вебкарт                                                     |
| Мова         | Китайська                                                             |
| Власник      | Baidu                                                                 |
| Засновник    | Baidu                                                                 |
| URL          | https://map.baidu.com/ [Архівовано 1 березня 2021 у Wayback Machine.] |
| Дата запуску | 21 серпня 2013 року, 8 років тому                                     |
| Статус       | Використовуючий                                                       |

Карти Baidu (кит. 百度全景) або Baidu Maps — це безкоштовний картографічний веб-сервіс, запущений Baidu 21 серпня 2013 року. Для районів, які охоплює послуга, користувачі можуть переглядати панорамні зображення високої чіткості вибраних міських вулиць. Станом на 11 березня 2015 року карти Baidu охопив 175 міст.

## Історія
21 серпня 2013 року компанія Baidu запустила власну карту перегляду вулиць - карти Baidu - головним чином у відповідь на існуючий Tencent Street View. Зараз воно охопило 175 міст материкового Китаю. На відміну від інших карт вулиць, карти Байду завжди називали "панорамою", а не "видом вулиці".
Для того, щоб поважати право на приватність, Baidu Maps має мозаїку номерних знаків та граней , але все ще існує значна кількість номерних знаків, граней та номерів телефонів, які не розмиті. Риси обличчя та вираз більшості людей на вулицю видно чітко.

### 2013
- 21 серпня 2013 року Baidu Maps запустили Baidu Panorama Map, і Baidu Maps народилися.
- У листопаді 2013 року Baidu Panorama, дочірнє підприємство Baidu Maps, було оновлено до Laser Maps, представивши технологію хмарних лазерних точок.

### 2014
- 16 квітня 2014 року компанія Baidu Panorama, дочірня компанія Baidu Maps, запустила Hong Kong Panorama, яка стала першою панорамною картою в Китаї, яка вивела Panorama за кордон.

- У травні 2014 року Baidu Panorama, дочірнє підприємство Baidu Maps, тихо відкрило зйомку з використанням краудсорсингу.

- У вересні 2014 року Baidu Panorama, дочірня компанія Baidu Maps, підтримала WebGL на мобільному терміналі.

- У жовтні 2014 року компанія Baidu Panorama, дочірня компанія Baidu Maps, за тиждень відкрила 90 міст. У тому ж місяці Baidu Maps запустили платформу Baidu Panorama UGC.

### 2015
- 30 квітня 2015 року компанія Baidu, дочірня компанія Baidu Maps, розпочала кампанію відновлення пам’ятки пам’ятки старовинних пам’яток Непалу «Baidu Panorama».

### 2016
- 15 серпня 2016 року Baidu Maps відкрив панорамний вид на 10 стадіонів та 10 популярних визначних пам’яток у Ріо-де-Жанейро, Бразилія. Це також перший випадок, коли Baidu Maps запустив панорамні функції в інших заморських країнах.

## Використання
Як і більшість інтерфейсів перегляду вулиць, Baidu Panorama використовується для привабливої кнопки перегляду вулиць у верхньому правому куті інтерфейсу. Клацніть блакитну дорогу на карті, щоб увійти до перегляду вулиць. З операційного інтерфейсу Baidu Panorama, Google Street View і Tencent Maps працюють майже точно так само. Користувачі, які знайомі з Google Maps, можуть легко ними керувати.
Карти Baidu також підтримує операції з клавіатурою, а в правому нижньому куті також є невелика географічна карта, яка вказує, де ви зараз перебуваєте на карті.